# Prêmios L'Oréal-UNESCO para mulheres na ciência nacional
Os Prêmios L'Oréal-UNESCO para mulheres cientistas visam promover a posição das mulheres na ciência ao reconhecer pesquisadoras de destaque que contribuíram para o progresso científico, favorecendo a igualdade de gênero. Os prêmios são resultado de uma parceria entre a indústria de cosméticos francesa L'Oréal e a Organização das Nações Unidas para a Educação, a Ciência e a Cultura (UNESCO) no Brasil. Esse prêmio seria uma vertente do Prêmios L'Oréal-UNESCO para mulheres em ciência, onde cada laureada é de um continente do mundo.
Todo ano, na edição brasileira, sete jovens pesquisadoras das áreas de Ciências da Vida, Ciências Físicas, Ciências Químicas e Matemática são contempladas. Desde que foi criado, o Para Mulheres na Ciência já reconheceu e incentivou 103 cientistas brasileiras, premiando a relevância dos seus trabalhos, com a distribuição mais de R$ 4,3 milhões em bolsas-auxílio. O julgamento do mérito é feito por um júri composto por pesquisadores indicados pela Academia Brasileira de Ciências, um representante da Unesco, um representante da L’Oréal, e presidido pelo presidente da ABC.

## Laureadas
| Ano  | Nome                                 | Atua                                       | Campo                |
| ---- | ------------------------------------ | ------------------------------------------ | -------------------- |
| 2006 | Alessandra Bruno                     | UFRGS                                      | Ciências Biológicas  |
| 2006 | Lisiane Porciúncula                  | UFRGS                                      | Ciências Químicas    |
| 2006 | Sayuri Miyamoto                      | USP                                        | Ciências Químicas    |
| 2006 | Solange Fagan                        | Unifra                                     | Ciências Físicas     |
| 2006 | Yraima Cordeiro                      | UFRJ                                       | Ciências Biomédicas  |
| 2007 | Andrea de Camargo                    | USP                                        | Ciências Químicas    |
| 2007 | Glaucia Martinez                     | USP                                        | Ciências Químicas    |
| 2007 | Ida Schwartz                         | UFRGS                                      | Ciências da Saúde    |
| 2007 | Lucia Codognoto                      | UFPR                                       | Ciências Químicas    |
| 2007 | Monica Andersen                      | USP                                        | Ciências Biológicas  |
| 2007 | Tatiana Rappoport                    | UFRJ                                       | Ciências Físicas     |
| 2008 | Adriana Fontes                       | UFPE                                       | Ciências Físicas     |
| 2008 | Carolina Bhering de Araújo           | IMPA                                       | Ciências Matemáticas |
| 2008 | Daniela Dornelles Rosa               | Hospital Fêmina/RS                         | Ciências Biomédicas  |
| 2008 | Janine Inez Rossato                  | PUC/RS                                     | Ciências Biomédicas  |
| 2008 | Luciana de Oliveira                  | Unicamp                                    | Ciências Químicas    |
| 2008 | Lucielli Savegnago                   | Unipampa                                   | Ciências Biomédicas  |
| 2008 | Maria Augusta Arruda                 | UERJ                                       | Ciências Biomédicas  |
| 2009 | Alexandra Ioppi Zugno                | UESC                                       | Ciências Biomédicas  |
| 2009 | Annelise Casellato                   | UFRJ                                       | Ciências Químicas    |
| 2009 | Elysandra Figueredo                  | USP                                        | Ciências Físicas     |
| 2009 | Flavia Carla Meotti                  | UFSC                                       | Ciências da Saúde    |
| 2009 | Lea Tenenholz Grinberg               | USP                                        | Ciências da Saúde    |
| 2009 | Sheila Cavalcante Caetano            | USP                                        | Ciências da Saúde    |
| 2009 | Valeria Cristina Sandrim             | Santa Casa BH                              | Ciências Biomédicas  |
| 2010 | Audrey Cysneiros                     | UFPE                                       | Ciências Matemáticas |
| 2010 | Bruna Romana de Souza                | UFRJ                                       | Ciências Biomédicas  |
| 2010 | Christiane Matté                     | UFRGS                                      | Ciências Biomédicas  |
| 2010 | Kathia Honório                       | USP                                        | Ciências Químicas    |
| 2010 | Lucimara Pires Martins               | Unicsull                                   | Ciências Físicas     |
| 2010 | Patrícia Fernanda Schuck             | Unesc                                      | Ciências Biomédicas  |
| 2010 | Simone Appenzeller                   | Unicamp                                    | Ciências Biomédicas  |
| 2011 | Ana Luiza Cardoso Pereira            | Unicamp                                    | Ciências Físicas     |
| 2011 | Daniella Bonaventura                 | UFMG                                       | Ciências Biomédicas  |
| 2011 | Josimari Melo de Santana             | UFS                                        | Ciências da Saúde    |
| 2011 | Mariana Antunes Vieira               | UFPel                                      | Ciências Químicas    |
| 2011 | Rubiana Mara Mainardes               | Unicentro                                  | Ciências da Saúde    |
| 2011 | Tatiana Barichello                   | Unesc                                      | Ciências Biomédicas  |
| 2011 | Viviane Ribeiro Tomaz da Silva       | UFMG                                       | Ciências Matemáticas |
| 2012 | Carolina Cavaliéri Gomes             | UFMG                                       | Ciências Biomédicas  |
| 2012 | Gislaine Zilli Réus                  | Unesc                                      | Ciências Biomédicas  |
| 2012 | Karin Cunha                          | UFF                                        | Ciências Biomédicas  |
| 2012 | Katiuscia Nadyne Cassemiro           | UFPE                                       | Ciências Físicas     |
| 2012 | Márcia Foster Mesko                  | UFPel                                      | Ciências Químicas    |
| 2012 | Paula Murgel Veloso                  | UFF                                        | Ciências Matemáticas |
| 2012 | Rosélia Maria Spanevello             | UFPel                                      | Ciências Biológicas  |
| 2013 | Adriane Ribeiro Rosa                 | UFRGS                                      | Ciências Biomédicas  |
| 2013 | Clarissa Martinelli Comim            | Unisull                                    | Ciências da Saúde    |
| 2013 | Fernanda Regina Vitorino             | UFMT                                       | Ciências Biomédicas  |
| 2013 | Florencia Graciela Leonardi          | USP                                        | Ciências Matemáticas |
| 2013 | Joyce Kelly da Silva                 | UFPA                                       | Ciências Químicas    |
| 2013 | Raquel Giulian                       | UFRGS                                      | Ciências Físicas     |
| 2013 | Taís Gratieri                        | UnB                                        | Ciências Biomédicas  |
| 2014 | Ana Shirley Ferreira da Silva        | UFC                                        | Ciências Matemática  |
| 2014 | Carolina Horta Andrade               | UFG                                        | Ciências Químicas    |
| 2014 | Letícia Faria Domingues Palhares     | UERJ                                       | Ciências Físicas     |
| 2014 | Ludhmila Abrahão Hajjar              | Incor                                      | Ciências Biomédicas  |
| 2014 | Manuella Pinto Kaster                | UFSC                                       | Ciências Biomédicas  |
| 2014 | Maria Carolina de Oliveira Rodrigues | USP                                        | Ciências da Saúde    |
| 2014 | Patricia de Souza Brocardo           | UFSC                                       | Ciências Biológicas  |
| 2015 | Alinne Cristina de Campos            | USP                                        | Ciências da Saúde    |
| 2015 | Cecília Salgado                      | UFRJ                                       | Ciências Matemáticas |
| 2015 | Daiana Silva de Ávila                | Unipampa                                   | Ciências Biológicas  |
| 2015 | Elisa Orth                           | UFPR                                       | Ciências Químicas    |
| 2015 | Elisa Brietzke                       | Unifesp                                    | Ciências da Saúde    |
| 2015 | Karín Menéndez-Delmestre             | UFRJ                                       | Ciências Físicas     |
| 2015 | Tábita Hünemeier                     | USP                                        | Ciências Biológicas  |
| 2016 | Adriana Neumann                      | UFRGS                                      | Ciências Matemáticas |
| 2016 | Ana Santos                           | UFRGS                                      | Ciências Físicas     |
| 2016 | Claudia Kimie Suemoto                | USP                                        | Ciências da Saúde    |
| 2016 | Denise Morais                        | USP                                        | Ciências Biomédicas  |
| 2016 | Elisama dos Santos                   | UFRN                                       | Ciências Químicas    |
| 2016 | Fernanda Werneck                     | INPA                                       | Ciências Biológicas  |
| 2016 | Gabriela Trevisan                    | UFSM                                       | Ciências Biológicas  |
| 2017 | Diana Sasaki                         | UERJ                                       | Ciências Matemáticas |
| 2017 | Fernanda Tonelli                     | UFMG                                       | Ciências Biomédicas  |
| 2017 | Gabriela Nestal                      | INCA                                       | Ciências Biomédicas  |
| 2017 | Jenaina Soares                       | UFLA                                       | Ciências Físicas     |
| 2017 | Marília Nunes                        | UFRA                                       | Ciências Biológicas  |
| 2017 | Pâmela Carpes                        | Unipampa                                   | Ciências Biomédicas  |
| 2017 | Rafaela Ferreira                     | UFMG                                       | Ciências Biomédicas  |
| 2018 | Angélica Vieira                      | UFMG                                       | Ciências da Vida     |
| 2018 | Ethel Wilhelm                        | UFPel                                      | Ciências da Vida     |
| 2018 | Fernanda Cruz                        | UFRJ                                       | Ciências da Vida     |
| 2018 | Jaqueline Soares                     | UFOP                                       | Ciências da Vida     |
| 2018 | Luna Lomonaco                        | USP                                        | Ciências Matemáticas |
| 2018 | Nathalia Lima                        | UFPE                                       | Ciências Químicas    |
| 2018 | Sabrina Lisboa                       | USP                                        | Ciências da Vida     |
| 2019 | Adriana Folador                      | UFPA                                       | Ciências Biomédicas  |
| 2019 | Aline de Miranda                     | UFMG                                       | Fisioterapia         |
| 2019 | Jaqueline Godoy Mesquita             | UnB                                        | Ciências Matemáticas |
| 2019 | Josiane Budni                        | Unesc                                      | Neurociência         |
| 2019 | Marina Trevisan                      | UFRGS                                      | Astrofísica          |
| 2019 | Patrícia de Medeiros                 | Ufal                                       | Etnobotânica         |
| 2019 | Taícia Fill                          | Unicamp                                    | Ciências Química     |
| 2020 | Andreia Melo                         | INCA                                       | Ciências da Vida     |
| 2020 | Daniela Truzzi                       | USP                                        | Química              |
| 2020 | Fernanda Farnese                     | IF Goiano                                  | Ciências da Vida     |
| 2020 | Luciana Tovo                         | UFPEL – RS                                 | Ciências da Vida     |
| 2020 | María Amelia Salazar                 | UFF                                        | Matemática           |
| 2020 | Rita de Cássia dos Anjos             | UFPR                                       | Física               |
| 2020 | Vivian Costa                         | UFMG                                       | Ciências da Vida     |
| 2021 | Lílian Silva Catenacci               | UFPI                                       | Ciências da Vida     |
| 2021 | Letícia Couto Garcia                 | UFMS                                       | Ciências da Vida     |
| 2021 | Marta Giovanetti                     | Fiocruz                                    | Ciências da Vida     |
| 2021 | Thaísa Sala Michelan                 | UFPA                                       | Ciências da Vida     |
| 2021 | Ana Cecília Albergaria-Barbosa       | UFBA                                       | Ciências Químicas    |
| 2021 | Fernanda De Bastiani                 | UFPE                                       | Ciências Matemáticas |
| 2021 | Ingrid David Barcelos                | CNPEM                                      | Ciências Físicas     |
| 2022 | Giovana Bataglion                    | Ufam                                       | Ciências Química     |
| 2022 | Gisely Cardoso Melo                  | FMT                                        | Ciências da Vida     |
| 2022 | Grazielle Sales Teodoro              | UFPA                                       | Ciências da Vida     |
| 2022 | Patricia Takaka Endo                 | UPE                                        | Ciências da Vida     |
| 2022 | Tathiane Malta                       | USP                                        | Ciências da Vida     |
| 2022 | Daiane Aparecida Zuanetti            | Ufscar                                     | Ciências Matemáticas |
| 2022 | Fernanda Selingardi Matias           | Ufal                                       | Ciências Físicas     |
| 2023 | Flávia Figueira Aburjaile            | UFMG                                       | Ciências da Vida     |
| 2023 | Tayana Mazin Tsubone                 | UFU                                        | Ciências Químicas    |
| 2023 | Jade de Oliveira                     | UFRGS                                      | Ciências da Vida     |
| 2023 | Verônica de Carvalho Teixeira        | CNPEM                                      | Ciências Físicas     |
| 2023 | Jaqueline Góes de Jesus              | Escola Bahiana de Medicina e Saúde Pública | Ciências da Vida     |
| 2023 | Carla Negri Lintzmayer               | UFABC                                      | Ciências Matemáticas |
| 2023 | Raquel de Almeida F. Neves           | UniRio                                     | Ciências da Vida     |